# Низовка (Харьковская область)
Низовка (укр. Низівка) — село, 
Сосоновский сельский совет,
Нововодолажский район,
Харьковская область.
Код КОАТУУ — 6324284706. Население по переписи 2001 года составляет 89 (34/55 м/ж) человек.

## Географическое положение
Село Низовка находится на правом берегу реки Ольховатка,
выше по течению примыкает село Стулеповка,
ниже по течению на расстоянии в 2 км расположено село Новоселовка,
на противоположном берегу — сёла Завадовка, Червоная Поляна и Червоносов.
Рядом проходит железная дорога, ближайшая станция Караван в 2-х км.